# Real Club Jolaseta
El Real Club Jolaseta (RC Jolaseta) és un club poliesportiu i social de Neguri, Getxo fundat el 1933. Disposa de seccions federades de tennis, pàdel, hoquei sobre herba i hoquei sobre patins, i és considerat com el segon club més gran de Biscaia en nombre de socis. La secció d'hoquei sobre herba és la que ha tingut més èxits i reconeixements, ja que ha aconseguit dos subcampionats de Copa espanyola (1975-76 i 1978-79) i un subcampionat d'Espanya femení (1969-70), així com molts jugadors de l'entitat han competit internacionalment amb la selecció espanyola en diversos Jocs Olímpics. L'equip d'hoquei sobre patins competí durant la dècada del 1980 en la Divisió d'Honor espanyola, essent l'únic club basc en aconseguir-ho. Al llarg de la seva història, l'entitat ha organitzat diverses edicions del Campionat d'Espanya de tennis masculí i femení i, entre d'altres reconeixements, fou guardonat amb el premi Millor Club d'Espanya de Tennis pel Registre Professional de Tennis el 2011.